# Konopleane, Berezivka
Konopleane (în ucraineană Конопляне, în germană Rosenfeld) este localitatea de reședință a comunei Konopleane din raionul Berezivka, regiunea Odesa, Ucraina. Satul a fost locuit de germanii pontici.

## Demografie
Componența lingvistică a localității Konopleane
     Ucraineană (90,86%)
     Rusă (5,8%)
     Alte limbi (1,4%)
Conform recensământului din 2001, majoritatea populației localității Konopleane era vorbitoare de ucraineană (90,86%), existând în minoritate și vorbitori de rusă (5,8%) și găgăuză (1,05%).